# Zodíac

Posició de les constel·lacions del zodíac a la volta celeste.

El zodíac és la regió de l'esfera celeste per on passa l'eclíptica, i on s'hi poden trobar els planetes. El seu nom fa referència al fet que les constel·lacions que hi veien els grecs es corresponien, en general, a animals reals o mitològics. El mot ve de ζῷον (Zoon) que vol dir animal en grec antic.
Les 12 constel·lacions del zodíac, són una part de les 88 constel·lacions modernes. Cada un dels quatre elements que constitueixen el zodíac fan referència a un dels elements clàssics que, segons l'astrologia, dominen la personalitat de cada ésser humà: foc, aigua, terra i aire. El zodíac grec s'inspira en l'astrologia babilònica.
En l'astrologia occidental, s'utilitza el zodíac tropical basat en la divisió de l'eclíptica en dotze parts iguals de 30 graus, que es realitza per a determinar els dotze signes zodiacals tradicionals. Les dotze divisions de 30 graus, anomenats signes zodíacs, inicien i acaben en el punt Àries. Per l'anterior, les dates en les quals el Sol està dins dels límits d'una constel·lació astronòmica no corresponen a les dates en les quals està dins dels límits d'un signe astrològic en l'astrologia occidental.
Altres cultures amb tradició astrològica com la xinesa atorguen també una importància especial a aquesta regió del cel, encara que defineixen un zodíac diferent.

## Etimologia
La divisió de l'eclíptica en signes zodiacals es va originar en l'astronomia babilònica durant la primera meitat del primer mil·lenni abans de Crist.
El nom zodíac prové del fet que la majoria d'aquestes constel·lacions tenen noms d'animals, derivant-se la paraula zodíac de la paraula grega zoon ('animal').
Isaac Newton va proposar la teoria que els dotze noms de les antiquíssimes constel·lacions zodiacals retien homenatge al mite de Jàson i els argonautes i el seu viatge darrere del velló d'or. Així Àries fa referència al mateix velló, Leo a l'heroi Hèracles (Hèrcules romà), que vestia la pell del lleó de Citeró, Gèminis als bessons Càstor i Pòl·lux, Virgo a la sacerdotessa del temple on es custodiava el velló, etc.
En la realitat provenen de les constel·lacions babilònies, que les van recopilar en col·leccions com el MUL.APIN (𒀯𒀳). Per exemple, Taure és el Brau Celestial mesopotàmic; Leo és literalment «el lleó»; Capricorn és la «cabra-peix» de Enki i Scorpio és l'escorpí. MUL (𒀯) és un predeterminatiu que significa «constel·lació».
La versió grega és com segueix:

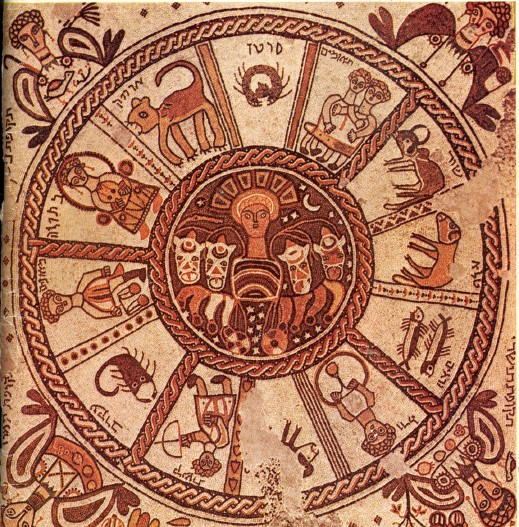
Marians i Janina, mosaic romà d'Orient de la Sinagoga Beit Alfa, segle VI. La composició incorpora els dotze motius zodíacs per ser coincidents amb els dotze mesos del calendari hebreu. La presència del motiu central del Sol té aquí una justificació d'ordre astronòmic (i no religiós). Les quatre figures de les cantonades representen les quatre fites de l'any, solsticis i equinoccis. Kibutz Beit Alfa, Israel.

- Àries: el carner amb el qual van viatjar Frixi i Hele, quan van sortir del seu país natal per a arribar a la Cólquide. Va ser posteriorment el velló d'or.

- Taure: existeixen dues versions:

1. El Brau de Creta, una bèstia mítica que habitava en aquella zona.
2. La forma que va adoptar Zeus quan va raptar a Europa.

- Gèminis: els bessons Càstor i Pòl·lux. Pòl·lux era immortal, no vaig agafar el seu germà Càstor. Quan Càstor va morir, Pòl·lux va oferir la seva immortalitat per salvar al seu germà.

- Càncer: el cranc que va enviar Hera a ajudar a l'Hidra de Lerna, quan aquesta lluitava contra Hèracles.
- Lleó: el Lleó de Nemea, mort a les mans d'Hèracles, que el va escanyar, perquè la seva pell era impenetrable. L'heroi el va espellar amb les seves pròpies arpes (l'única cosa que podia ferir-lo) i es va quedar la pell com el seu símbol.

- Verge: el mite és el d'Astrea, filla de Zeus i Temis. Va ajudar al seu pare com a portadora dels raigs durant la guerra amb els titans. En recompensa a la seva lleialtat, Zeus la va pujar al cel i va situar entre les estrelles, donant origen a aquesta constel·lació i fi a la presència entre els humans de l'última immortal de l'Edat Daurada.

- Balança: s'associa a la deessa Astrea. Fins als temps d'August, les estrelles de Lliura formaven part de les pinces d'Escorpí, perquè es consideraven onze signes zodiacals.[13] No obstant això, Lliura ja era coneguda per l'astronomia mesopotàmica com MUL Zibanu (la balança), atribut del déu Shamash, custodi de la justícia.[14]

- Escorpí: Escorpí que la deessa Àrtemis va enviar contra el gegant caçador Orió. Orió el va trepitjar i l'escorpí li va clavar l'agulló. Tots dos van morir i Zeus va posar a cadascun davant de l'altre, perquè no es barallessin.

- Sagitari: el centaure Quiró, metge dels metges, cansat de la seva condició d'immortal, va decidir canviar-la per la salvació de Prometeu. Quan el tracte va estar formalitzat, Prometeu li va preguntar «Per què ho has fet? Ara que estàs mort, per molt que et cansis, no podràs canviar-ho...»

- Capricorn: representació de la Cabra Amaltea, que va alletar Zeus quan la seva mare Rea el va amagar de la vista del seu pare Cronos.

- Aquari: el jove Ganimedes, l'escanciaire dels déus en l'Olimp. Un jove d'extremada bellesa que va aconseguir l'amor del déu Zeus.

- Peixos: quan els déus van fugir del tità Tifó, molts van adoptar formes animals. Eros i Afrodita ho van fer en forma de peixos i van ser pescats per un pescador. Altres fonts diuen que van ser els maleïts Cadme i Harmonia els que van ser pescats.

### Definició
El concepte de zodíac va ser originàriament proposat pels babilonis, abans del 2000 aC, com un calendari amb el qual visualitzar el pas del temps.
| «                                        | El significat original de zooidion, que és un diminutiu de zoon, és una figura petita, pintada o tallada, i així els usa Heròdot (Històries, I.7o). Més tard se li va donar també a grans figures. L'usa per primera vegada Aristòtil… El terme zodíac deriva, per tant, de les figures pintades en ell, i és un error etimològic, molt comú, perpetuat en l'alemany Tierkries, suposar que les figures han de ser d'animals. | » |
| — E. J. Webb, Els noms de les estrelles. | |   |

## Astrologia
A l'astrologia les constel·lacions del zodíac defineixen els dotze signes zodiacals.
Es tracta d'una zona o franja celeste pel centre de la qual passa l'eclíptica o òrbita que descriu la Terra en el seu moviment al voltant del Sol i que conté les dotze constel·lacions o signes.
Realment el zodíac de l'astrologia no està compost per les constel·lacions zodiacals sinó pels signes astrològics que formen l'anomenat horòscop. Les constel·lacions del zodíac són els grups d'estrelles tallats pel pla de l'òrbita de la Terra projectat en l'espai interestel·lar, i els signes són arquetips (en la memòria) amb els quals els astròlegs defineixen la personalitat de l'individu i estan associats a 12 mesos astrològics de més o menys 30 dies de l'any natural. Aquests 12 mesos formen l'any astrològic, i el seu primer dia coincideix amb l'equinocci de primavera o vernal a l'Hemisferi Nord, quan el Sol està al començament de la constel·lació de Peixos, i d'aquí ve que en astronomia es parli del Punter de Peixos. Mentrestant, astrològicament és el dia 1r del primer mes/signo (Àries) de l'any astrològic, i d'aquí ve que en astrologia es parli del Punter d'Àries. Tots dos punters són el mateix concepte encara que amb diferents noms, un l'astronòmic i un altre l'astrològic. La cultura hindú, persa i bahà'í també inicien el seu any en l'equinocci vernal. En el calendari gregorià el 1r d'Àries correspon al 21 de març, i com les dates astrològiques es daten segons la forma gregoriana, d'aquí ve que cada mes astrològic es dati en format gregorià des de més o menys el dia 21 d'un mes gregorià fins més o menys el 21 del següent mes. Però els mesos i els seus signes astrològics no tenen correspondència amb la longitud de les constel·lacions zodiacals, i mentre el número dels mesos/signes és 12, el de constel·lacions zodiacals és 13 amb Ofiüc, que sí que és un signe astrològic oriental sideral, però no de l'horòscop occidental, o 14 amb Cetus. L'única cosa que les constel·lacions del Zodíac i els signes astrològics de l'horòscop tenen en comú és els noms, però això no significa que siguin el mateix.
Un exemple d'inexistència de correspondència és entre el mes/signe astrològic d'Escorpió i la constel·lació d'Escorpió. En el mapa astrològic el mes/signe d'Escorpió abasta 30 dies des del 23 d'octubre al 22 de novembre mentre astronòmicament el Sol transita per l'últim quart de la constel·lació de Virgo i per tota la constel·lació de Lliura. És a dir que durant el mes astrològic d'Escorpió el Sol no passa davant la constel·lació d'Escorpió.

## Signes zodiacals
Els dotze signes del zodíac occidental tradicional són:
| Pos. | Símbol | Longitud | Nom llatí   | Nom en català        |  | Nom grec              |
| ---- | ------ | -------- | ----------- | -------------------- |  | --------------------- |
| 1    | ♈︎ ♈️  | 0°       | Aries       | Àries                |  | Κριός (Krios)         |
| 2    | ♉︎ ♉️  | 30°      | Taurus      | Taure                |  | Ταῦρος (Tauros)       |
| 3    | ♊︎ ♊️  | 60°      | Gemini      | Gèminis (o Bessons)  |  | Δίδυμοι (Didumoi)     |
| 4    | ♋︎ ♋️  | 90°      | Cancer      | Càncer (o Cranc)     |  | Καρκῖνος (Karkinos)   |
| 5    | ♌︎ ♌️  | 120°     | Leo         | Lleó                 |  | Λέων (Leōn)           |
| 6    | ♍︎ ♍️  | 150°     | Virgo       | Verge                |  | Παρθένος (Parthenos)  |
| 7    | ♎︎ ♎️  | 180°     | Libra       | Balança              |  | Ζυγός (Zugos)         |
| 8    | ♏︎ ♏️  | 210°     | Scorpio     | Escorpió (o Escorpí) |  | Σκoρπιός (Skorpios)   |
| 9    | ♐︎ ♐️  | 240°     | Sagittarius | Sagitari             |  | Τοξότης (Toxotēs)     |
| 10   | ♑︎ ♑️  | 270°     | Capricorn   | Capricorn            |  | Αἰγόκερως (Aigokerōs) |
| 11   | ♒︎ ♒️  | 300°     | Aquarius    | Aquari               |  | Ὑδροχόος (Hudrokhoos) |
| 12   | ♓︎ ♓️  | 330°     | Pisces      | Pisces (o Peixos)    |  | Ἰχθύες (Ikhthues)     |

- Nota: Àries és la primera constel·lació del Zodíac, comença els seus dies el 21 de març, el primer dia de l'any de molts dels calendaris antics.

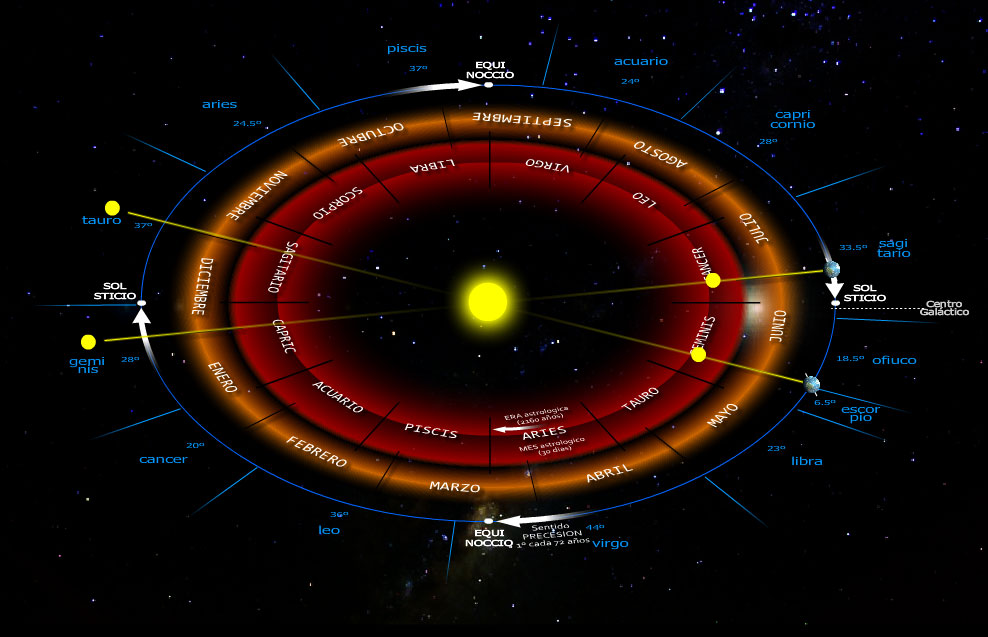
Una de les crítiques més comunes a l'astrologia és que els signes zodiacals no coincideixen amb la posició astronòmica de les constel·lacions, aquest error procedeix de confondre signe i constel·lació zodiacal que són dos conceptes distints.

El nombre de dies de cada mes/casa/signe del calendari i any astrològic es reparteix de la manera següent:
- Mes d'Àries: 30 dies
- Mes de Taure: 31 dies
- Mes de Gèminis: 31 dies
- Mes de Càncer: 30 dies
- Mes de Lleó: 33 dies
- Mes de Verge: 32 dies
- Mes de Balança: 30 dies
- Mes de l'Escorpí: 30 dies
- Mes de Sagitari: 30 dies
- Mes de Capricorn: 31 dies
- Mes d'Aquari: 29 dies
- Mes de Peixos: 28 dies

Així, hi ha un mes de 28 dies, un de 29, quatre de 30, quatre de 31, un de 32 i un de 33. El mes més curt és el de Peixos, i el més llarg, el de Leo. Pel seu costat el calendari gregorià (el civil) té set mesos de 31 dies, quatre de 30 i un de 28.
L'anterior taula de mesos i dates civils i astrològiques superposades podem veure-la gràficament sobre l'òrbita de la Terra. Considerant l'inici de l'any astrològic, dia 1 d'Àries, com la data de referència per coincidir amb un moment natural com l'equinocci vernal, els mesos civils del calendari romà gregorià estan desplaçats respecte als astrològics.